# Biuro Radzieckie w Nowym Jorku
Biuro Radzieckie w Nowym Jorku, Biuro Radzieckie (ang. Russian Soviet Government Bureau, Soviet Bureau, ros. Русское советское правительственное бюро) – półoficjalna placówka dyplomatyczna utworzona przez Rosyjską Federacyjną Socjalistyczną Republikę Radziecką w Stanach Zjednoczonych podczas rosyjskiej wojny domowej. 

## Historia
Biuro Radzieckie funkcjonowało przede wszystkim jako agencja handlowa i informacyjna rządu radzieckiego. 
W 1919 na polecenie Komisji Luska legislatury stanu Nowy Jork (New York Joint Legislative Committee Investigating Seditious Activities) organy ścigania podjęły działania, które potwierdziły angażowanie się Biura Radzieckiego w działalność wywrotową. Biuro zostało rozwiązane na początku 1921, zaś przedstawiciel deportowany do RFSRR.

## Szef Biura Radzieckiego
- 1919–1921 – Ludwig Martens[2]

## Schemat organizacyjny[1]
- Wydział Handlowy (Commercial Department)
- Wydział Techniczny (Technical Department)
- Wydział Szkolnictwa (Educational Department)
- Wydział Medyczny (Medical Department)
- Wydział Prawny (Legal Department)
- Wydział Ekonomiczno-Statystyczny (Department of Economics and Statistics)
- Redakcja czasopisma „Soviet Russia”

## Siedziba
Przedstawicielstwo mieściło się w Nowym Jorku w „World Tower Building” przy 110 West 40th Street.